# Ізраїльська література
Ізра́їльська літерату́ра (івр. ספרות ישראלית) — література Держави Ізраїль; розвивається переважно гебрейською, також їдиш і арабською, деякими іншими мовами ізраїльтян-іммігрантів.
Про ізраїльську літературу прийнято говорити, починаючи від незалежності Ізраїлю (1948), хоча початки її розвитку є давнішими.

## Івритомовна ізраїльська література
- Лія Голдберг

| Прапор Ізраїлю | Це незавершена стаття про Ізраїль. Ви можете допомогти проєкту, виправивши або дописавши її. |